# Eudiocrinus indivisus
Eudiocrinus indivisus is een haarster uit de familie Eudiocrinidae.
De wetenschappelijke naam van de soort werd in 1868 gepubliceerd door Semper.